# Svebølle
Svebølle är en ort på Själland i Danmark.   Den ligger i Kalundborgs kommun och Region Själland, i den östra delen av landet, 80 km väster om Köpenhamn. Svebølle ligger 14 meter över havet och antalet invånare är 2 271. Närmaste större samhälle är Kalundborg, 13 km väster om Svebølle. Trakten runt Svebølle består till största delen av jordbruksmark.
Svebølle har en järnvägsstation på Nordvestbanen mellan Köpenhamn och Kalundborg.